# Assumpta Mateu i Vilaseca
Assumpta Mateu i Vilaseca (Manresa, 19 d'octubre de 1970) és soprano i professora de cant i de Lied de l'Escola Superior de Música de Catalunya (ESMUC). Canta òpera, oratori i especialment Lied. Forma duo amb el pianista Francisco Poyato.
Va guanyar diversos concursos internacionals de cant. El 2009 va enregistrar l'obra integral de cant i piano d'Eduard Toldrà amb Francisco Poyato i Lluís Vilamajó.
Amb Eulàlia Solé forma el grup de música meditativa Musicquor.